# Hans Peter Haller
Hans Peter Haller (* 26. Oktober 1929 in Radolfzell; † 16. April 2006 in Denzlingen) war ein deutscher Komponist und Pionier der elektroakustischen Musik.

## Leben und Wirken
Haller studierte ab 1947 Kirchenmusik in Heidelberg und nahm Kompositionsunterricht bei Wolfgang Fortner und René Leibowitz. Ab 1950 arbeitete er als Aufnahmeleiter und Programmredakteur beim Südwestfunk Baden-Baden. Von 1954 bis 1958 studierte er an der Universität Freiburg Musikwissenschaft bei Wilibald Gurlitt.
Nach der Rückkehr zum Südwestfunk 1959 wandte er sich verstärkt der Elektronischen und Neuen Musik zu. Für die Komposition Mantra, ein Auftragswerk Karlheinz Stockhausens für den Südwestfunk (1969), baute Haller mit dem Ingenieur Peter Lawo einen Klangumformer. 1970 vergab der Hauptabteilungsleiter Musik des Südwestfunks, Heinrich Strobel einen Doppelauftrag für ein elektroakustisches Werk an Cristóbal Halffter und Haller. Das von Haller hierfür konstruierte Gerät (‚Hallers tolle Kiste 4‘) war der Vorläufer des Halaphons, eines „vollelektronischen Klangsteuergerätes zur Bewegung einer Klangquelle in einem vorgegebenen Raum“, das von der Firma Lawo hergestellt wurde.
1972 wurde Haller Leiter des neu gegründeten Experimentalstudios der Heinrich-Strobel-Stiftung des Südwestfunks. Halffters Planto por las Victimas de la Violencia, das erste Werk mit elektronischer Raumklangsteuerung, wurde bei den Donaueschinger Musiktagen uraufgeführt.
Ab Anfang der 1980er Jahre entstand im Experimentalstudio das gesamte Spätwerk Luigi Nonos, der Hallers Bedeutung für diese Kompositionen mit der Joseph Joachims für Brahms’ Violinkonzert verglich. Insbesondere das späte Hauptwerk Prometeo wäre ohne Hallers Mitarbeit in dieser Form nicht realisierbar gewesen. Außer mit Nono arbeitete Haller auch mit Komponisten wie Pierre Boulez (Répons), Kazimierz Serocki (Pianophonie), Brian Ferneyhough (Time and Motion Study), Dieter Schnebel (Monotonien) und Emmanuel Nunes (Wandlungen) zusammen.
Daneben unterrichtete Haller von 1974 bis 1990 an den Universitäten Freiburg und Basel sowie an der Hochschule für Musik Freiburg. Ende 1989 ging Haller in den vorzeitigen Ruhestand, um im Auftrag der Heinrich-Strobel-Stiftung eine Dokumentation über das Experimentalstudio und die Erforschung der Elektronischen Klangumformung zu
schreiben. („Das Experimentalstudio der Heinrich-Strobel-Stiftung des Südwestfunks Freiburg 1971–1989. Die Erforschung der Elektronischen Klangumformung und ihre Geschichte.“, 2 Bände, Verlag Nomos, Baden-Baden 1995–96). Im April 2006 starb Hans Peter Haller im Alter von 76 Jahren in Denzlingen.